# Samantha Dodd
Samantha Dodd (ur. 13 sierpnia 1979) – południowoafrykańska lekkoatletka, specjalizująca się w skoku o tyczce.

## Osiągnięcia
- złoto Igrzysk afrykańskich (Abudża 2003)
- srebrny medal mistrzostw Afryki (Brazzaville 2004), Dodd wywalczyła podczas tych zawodów także srebro w skoku wzwyż
- wielokrotna mistrzyni kraju

## Rekordy życiowe
- skok o tyczce – 4,15 (2006)